# ЗИЛ-153
ЗИЛ-153 — опытный советский бронетранспортёр 1950-х годов. Был создан в рамках программы по замене БТР-152 в мотострелковых войсках. Разработка ЗИЛ-153 велась под руководством Н. И. Орлова в Бюро внешних заказов ЗИЛа в 1957—1959 годах, был изготовлен один прототип, успешно прошедший испытания в 1960 году. Планировалось развернуть его серийное производство и была начата подготовка к производству предсерийной партии из 10 единиц, однако в итоге для массового выпуска был выбран БТР-60, и дальнейшие работы по ЗИЛ-153 были прекращены.

## Сохранившиеся экземпляры
На сегодняшний день единственный экземпляр находится  в Бронетанковом музее в городе Кубинка.